# بطباط المستنقعات
بَطباط المستنقعات نوع نباتي يتبع جنس الأنارفية من الفصيلة البطباطية.

## الموئل والانتشار
موطنه أمريكا الشمالية.

## الوصف النباتي
النبات معمر ينتشر بالجذامير.